# Igra s Ogneom
Albums de Aria
Geroy Asfalta Krov za Krov
Igra s Ogneom (en russe: Игра с огнём signifiant "Jeu avec le Feu") est le quatrième album du groupe russe Aria sorti en 1989. C'est la première fois depuis la sortie de leur premier opus que le groupe fera patienter ses fans pendant deux ans pour la sortie d'un album. Cet album semble assez centré sur l'état de l'URSS en 1989, comme le laissent voir les titres: Qu'avez-vous fait de votre rêve ?, Ebranlons ce monde, Esclave de la peur, Tentation ou encore Ma bataille continue. Pour la deuxième fois consécutive M. Pouchkina rédige l'ensemble des paroles.

## Liste des chansons
| N° | Titre                          | Translittération                  | Traduction                        | Parolier | Durée |
| -- | ------------------------------ | --------------------------------- | --------------------------------- | -------- | ----- |
| 1  | Что Вы Сделали с Вашей Мечтой? | Chto Vy Cdelali s Vashey Mechtoy? | Qu'Avez-Vous Fait de Votre Rêve ? | Pushkina | 5:22  |
| 2  | Раскачаем Этот Мир             | Raskachaem Etot Mir               | Ebranlons ce Monde                | Pushkina | 6:01  |
| 3  | Раб Страха                     | Rab Strakha                       | Esclave de la Peur                | Pushkina | 4:40  |
| 4  | Искушение                      | Iskushenie                        | Tentation                         | Pushkina | 4:00  |
| 5  | Игра с Огнем                   | Igra s Ogneom                     | Jeu avec le Feu                   | Pushkina | 9:04  |
| 6  | Бой Продолжается               | Boy Prodolzhaetcya                | La Bataille Continue              | Pushkina | 6:08  |
| 7  | Дай Жару!                      | Day Zharu!                        | Explose le !                      | Pushkina | 4:25  |

## Membres du groupe en 1989
- Valery Kipelov - Chant
- Vladimir Kholstinin - Guitare
- Sergey Mavrin - Guitare
- Vitaly Dubinin - Basse
- Aleksander Maniakin - Batterie